# Le Roi fantôme
Pour les articles homonymes, voir Le Roi pirate.
Roman sur les Royaumes oubliés
Le Roi Fantôme est le titre en français du roman The Ghost King de R.A. Salvatore, basé sur le monde imaginaire des Royaumes oubliés, et paru en édition intégrale et en grand format chez Milady en 2010.

## Résumé
La magie est devenue incontrôlable, et Cattie-Brie en a été la victime. Apprenant que Cadderly pourrait l'aider, Drizzt part en direction de l'Envol de l'Esprit en espérant pouvoir sauver sa bien-aimée. Mais de son côté, Cadderly doit faire face à un ennemi très puissant profitant du chaos de la Magepeste pour se venger de ceux qui l'ont détruit.

## Remarque
- Le Roi Fantôme est le troisième et dernier roman de la trilogie intitulée Transitions.